# FANTASISTA (フットサルチーム)
FANTASISTA（ファンタジスタ）は、芸能事務所のY・M・Oに所属する芸能人女子フットサルチーム。姉妹チームとしてFANTASISTERSが存在する。FANTASISTERSもここで扱う。
テーマ曲「青いフィールド」は、アニメ「涼風」のエンディングテーマでCOACH☆が歌った曲をFANTASISTAがカヴァーしたもの。

## 経歴
- 2004年7月 チーム創設
- 2005年3月 第1回フジテレビ739カップはCHOOPに合流して参加
- 2006年1月8日、9日 ミュージカル「ピヴォガール」に出演
- 2009年2月26日 同年3月限りでの一時休部を発表

## 一時休部時のメンバー
2009年3月31日当時
- 監督 - 大竹奈美
- コーチ - 持田紀与美

背番号1 鈴木彩（GK　2010年7月からTOKYO CHERRIESへ移籍）
背番号2 佐々木蓮（現：七海れん　ミスマガジンへ移籍）
背番号3 ちさと
背番号4 戸井田アンナ（現：今野杏南）
背番号5 レイナ
背番号6 青谷優衣
背番号7 カナ
背番号8 前野るみえ
背番号9 かりん（現：足立かりん）
背番号10 サオリ
背番号11 鎌田あかね
背番号12 中島さくら（GK）
背番号14 丸山葵（キャプテン）
背番号17 萩原紀子（副キャプテン　2010年7月からTOKYO CHERRIESへ移籍）
背番号18 田中亜季

### それ以前に退団
- 渡邊一平（初代監督）
- アデマール・ペレイラ・マリーニョ（前監督）
- 西崎彩（初代キャプテン）
- 安藤盟（carezzaへ移籍後、退団）
- 松井絵里奈（ミスマガジンへ移籍）
- 田中ジュリア
- 冨永理緒
- 杉江瑞希
- 木村あゆみ
- 森田佳奈
- 佐藤芙莉恵
- 奥谷侑加（前キャプテン、 - 2006年3月）
- 山口未来
- 藤江莉莎（ - 2006年8月）
- 山田真央（ - 2007年2月12日）
- 藤岡茜（ - 2007年7月）
- 奥山明日香（GK、 - 2008年3月30日）
- 野田李沙（ - 2008年3月30日）

## 戦績
2004年
- 8月 「お台場カップ」：総合3位

2005年
- 5月 「第2回 フジテレビ739カップ」：総合4位
- 7月 「すかいらーくグループCUP」：総合5位
- 8月 「すかいらーくグループ冒険王リーグ」：グループA 3位
- 10月 「第2回すかいらーくグループCUP」：トーナメント出場グループ7位
- 12月 「SPHERE LEAGUE すかいらーくグループシリーズ1stステージ」：リザーブグループ 3位

2006年
- 3月19日 ハロー!プロジェクトのスポーツイベントである「Hello! Project SPORTS FESTIVAL 2006」内に於いてGatas Brilhantes H.P.のユースチームであるリトルガッタスと対戦し、2-0で勝利
- 8月26日「フルキャスト楽天ベネワンカップ決勝大会・エキシビジョンマッチ」：優勝
- 8月「すかいらーくグループリーグ in お台場冒険王“真夏の女王”決定戦」：優勝
- 10月17日 「SPHERE LEAGUE すかいらーくグループシリーズ5thステージ」：優勝
- 11月30日 「SPHERE LEAGUE すかいらーくグループシリーズFinalステージ」：ベスト4

2007年
- 5月4日「スフィアリーグ2007 すかいらーくグループCUP 開幕戦」：準優勝
- 8月26日「すかいらーくグループCUP in ザ・冒険王2007」（決勝大会）：ベスト4

2008年
- 3月15日 「2008メルシートゥフェスタ 開幕戦」：ベスト4
- 6月15日 「2008メルシートゥフェスタ 2ndステージ」：予選敗退
- 8月「冒険王リーグFINAL」（決勝大会）：準優勝
- 9月7日 「2008メルシートゥフェスタ 3rdステージ」：予選敗退
- 12月7日 「2008メルシートゥフェスタ Finalステージ」：予選敗退

2009年
- 3月15日 「2009メルシートゥフェスタ in MARCH」：予選敗退

## FANTASISTERS
FANTASISTERSはFANTASISTAの妹分フットボールチーム。
ほとんどの者がFANTASISTAに昇格したためか、2007年夏の冒険王CUP以降目立った活動はしていなかったが、2009年、FANTASISTAとともに休部宣言が出された。

### 経歴
- 2006年、「すかいらーくグループリーグ in お台場冒険王“真夏の女王”決定戦」に参戦予定だったが断念。(詳細不明）
- 2007年8月、「すかいらーくグループ冒険王CUP 2ndステージ」に出場したが予選で敗退
- 2009年3月31日 「FANTASISTA」とともに一時休部

### FANTASISTERS所属メンバー
田中亜季（キャプテン。FANTASISTAに昇格）
中島さくら（昇格）
片岡あづさ
斉藤由佳
増田結花
ちさと（昇格）
雨宮かえで（昇格）
山田真央（昇格）
野田りさ（昇格）

## DVD
- 芸能人女子フットサルチーム FANTASISTA FIRST IMPACT IN HAWAII「welina.」（ウェリナ）（2007年10月24日）